# Манчинелли, Альдо
Альдо Манчинелли (итал. Aldo Mancinelli; род. 1929, Стьюбенвилл, штат Огайо) — американский пианист итальянского происхождения.

## Биография
Дебютировал в возрасте 11 лет с Уилингским оркестром, исполнив Первый концерт Людвига ван Бетховена. Окончил консерваторию Оберлинского колледжа (1953) и Академию Святой Цецилии в Риме (1955); ученик, прежде всего, Клаудио Аррау, занимался также под руководством Рудольфа Фиркушного и Карло Цекки. В 1954 г. удостоен первой премии на Международном конкурсе пианистов имени Бузони.
Дал в общей сложности около 1000 концертов в США, различных странах Европы, Северной Африки и Ближнего Востока. Осуществил ряд записей, важнейшая из которых — сборник пьес Чарльза Томлинсона Гриффса; Манчинелли также постоянно исполнял сочинения Гриффса в концертах и опубликовал о нём статью. В 1963—1980 гг. преподавал в Университете Талсы, где среди его учеников была Джудит Элейн Янг, ставшая в дальнейшем его женой; супруги Манчинелли много выступали дуэтом. В 1980—1994 гг. был профессором музыки и артистом-резидентом в Университете Милликина в Декейтере. В разные годы преподавал также в ряде других учебных заведений, в том числе в Бейрутской консерватории.